# آیموره موریرا
آیموره موریرا (پرتغالی: Aymoré Moreira; ۲۴ آوریل ۱۹۱۲ – ۲۶ ژوئیهٔ ۱۹۹۸) بازیکن و مربی فوتبال اهل برزیل بود.
از باشگاه‌هایی که در آن بازی کرده‌است می‌توان به بوتافوگو، و پالمیراس، فلومیننزه، اشاره کرد. وی به عنوان سرمربی تیم ملی فوتبال برزیل در جام جهانی فوتبال ۱۹۶۲ به قهرمانی رسیده است.